# دجاجة الماء الحرجية
دجاجة الماء الحرجية (الاسم العلمي: Gallinula silvestris) (بالإنجليزية: Makira Moorhen)‏ هي نوع من الطيور تتبع جنس دجاجة الماء من فصيلة المرعات.